# الکسیوس یکم ترابوزان
الکسیوس یکم مگاس کمننوس ( یونانی: Αλέξιος Κομνηνός  ;  ج. ۱۱۸۲ - ۱ فوریه ۱۲۲۲) یا الکسیوس یکم مگاس کمننوس به همراه برادرش دیوید، بنیانگذار امپراتوری ترابوزان و فرمانروای آن از سال ۱۲۰۴ تا زمان مرگش در سال ۱۲۲۲ بود. این دو برادر تنها فرزندان مذکر امپراتور بیزانس آندرونیکوس یکم بودند که در سال ۱۱۸۵ از سلطنت خلع و کشته شدند و بنابراین ادعا کردند که نماینده دولت قانونی امپراتوری پس از فتح قسطنطنیه توسط چهارمین جنگ صلیبی در سال ۱۲۰۴ هستند. اگرچه رقبای او که بر امپراتوری نیقیه حکومت می‌کردند موفق شدند جانشینان واقعی شوند و ادعاهای سلسله‌ای او را بر تاج و تخت امپراتوری بی‌تفاوت کردند، نوادگان آلکسیوس همچنان بر میراث و پیوند خود با دودمان کمنن تأکید می‌کردند و بعداً خود را به عنوان مگاس کمننوس معرفی کردند. «کمنوس بزرگ»). 
در حالی که برادرش دیوید تعدادی از استان‌های بیزانس را در شمال غربی آناتولی فتح کرد، الکسیوس از پایتخت خود ترابوزان در برابر محاصره ناموفق ترکان سلجوقی در حدود سال ۱۲۰۵ دفاع کرد  جزئیات بیشتر سلطنت او پراکنده است. وقایع نگاران مسلمان گزارش می‌دهند که چگونه الکسیوس در سال ۱۲۱۴ در حین دفاع از سینوب توسط ترک‌ها در میدان اسیر شد. علیرغم فرستادن فرستاده‌ای برای تسلیم آنها، شهر از تسلیم شدن به سلطان کایکاووس یکم امتناع کرد و الکسیوس در چشم سینوپایی‌ها شکنجه شد. شهر به کیکاووس تسلیم شد و الکسیوس پس از تبدیل شدن به وابستگی کیکاووس آزاد شد. الکسیوس در چهل سالگی درگذشت.

## از قسطنطنیه تا گرجستان
الکسیوس پسر ارشد مانوئل کومننوس و نوه امپراتور بیزانس آندرونیکس یکم (حکومت ۱۱۸۳-۱۱۸۵) بود. آندرونیکوس در دهه ۱۱۷۰ به دربار گیورگی سوم پادشاه گرجستان پناه برده بود و زمانی که پسر عموی او، امپراتور مانوئل یکم کمننوس (متوفی ۱۱۴۳–۱۱۸۰) درگذشت، فرماندار پنتوس بود. او با شنیدن این خبر به قسطنطنیه لشکر کشید و تاج و تخت شاهنشاهی را به دست گرفت. سلطنت او پرآشوب بود و در سال ۱۱۸۵ آندرونیکوس از سلطنت خلع و سپس کشته شد در حالی که پسرش مانوئل نابینا شده بود و احتمالاً بر اثر این مثله شدن جانش را از دست داده بود. 